# Zonetoernooi dammen 2009 Berlijn
Het zonetoernooi dammen 2009 in Berlijn werd van 1 t/m 7 maart 2009 gespeeld als kwalificatietoernooi voor het wereldkampioenschap 2009 in Recife. Op 2 en 4 maart werden 2 partijen gespeeld en op de overige speeldagen 1 partij. De 6 hoogst eindigende deelnemers met een restrictie van 1 per land plaatsten zich voor het WK.

## Spelers die zich in het toernooi plaatsten voor het WK-toernooi in Recife
- Andrej Kalmakov,  Rusland
- Kees Thijssen,  Nederland
- Artem Ivanov,  Oekraïne
- Oscar Lognon,  Frankrijk
- Jakob Friesen,  Duitsland
- Eldar Aliev,  Azerbeidzjan